# Gangbyeon (métro de Séoul)
Gangbyeon (en coréen 강변역) est une station de passage de la ligne 2 du métro de Séoul. Elle est située à Guui 3-dong, dans l'arrondissement de Gwangjin-gu à Séoul en Corée du Sud.
Ouverte en 1980, elle est desservie par les rames omnibus qui circulent sur la ligne 2.

## Situation sur le réseau

Plan du réseau (2023)

Établie en aérien, la station Gangbyeon est située sur la ligne circulaire de la ligne 2 du métro de Séoul entre les stations Jamsillaru, en direction de Hôtel de Ville, rotation dans le sens des aiguilles d'une montre sur la section circulaire, et Guui, en direction de Hôtel de Ville, rotation dans le sens inverse des aiguilles d'une montre sur la section circulaire.

## Histoire
La station Gangbyeon est mise en service le 31 octobre 1980, lors de l'ouverture à l'exploitation du premier tronçon de ligne, entre Sinseol-dong et Complexe sportif (via Seongsu)<.

## Services aux voyageurs

### Accès et accueil
Domiciliée à Guui 3-dong, la station dispose de quatre accès, numérotés de 1 à 4. Elle est notamment équipée d'automate pour l'achat de titres de transport et de portes palières sur ses quais.

### Desserte
'Gangbyeon est desservie par les rames omnibus qui circulent sur la ligne 2.

Installations
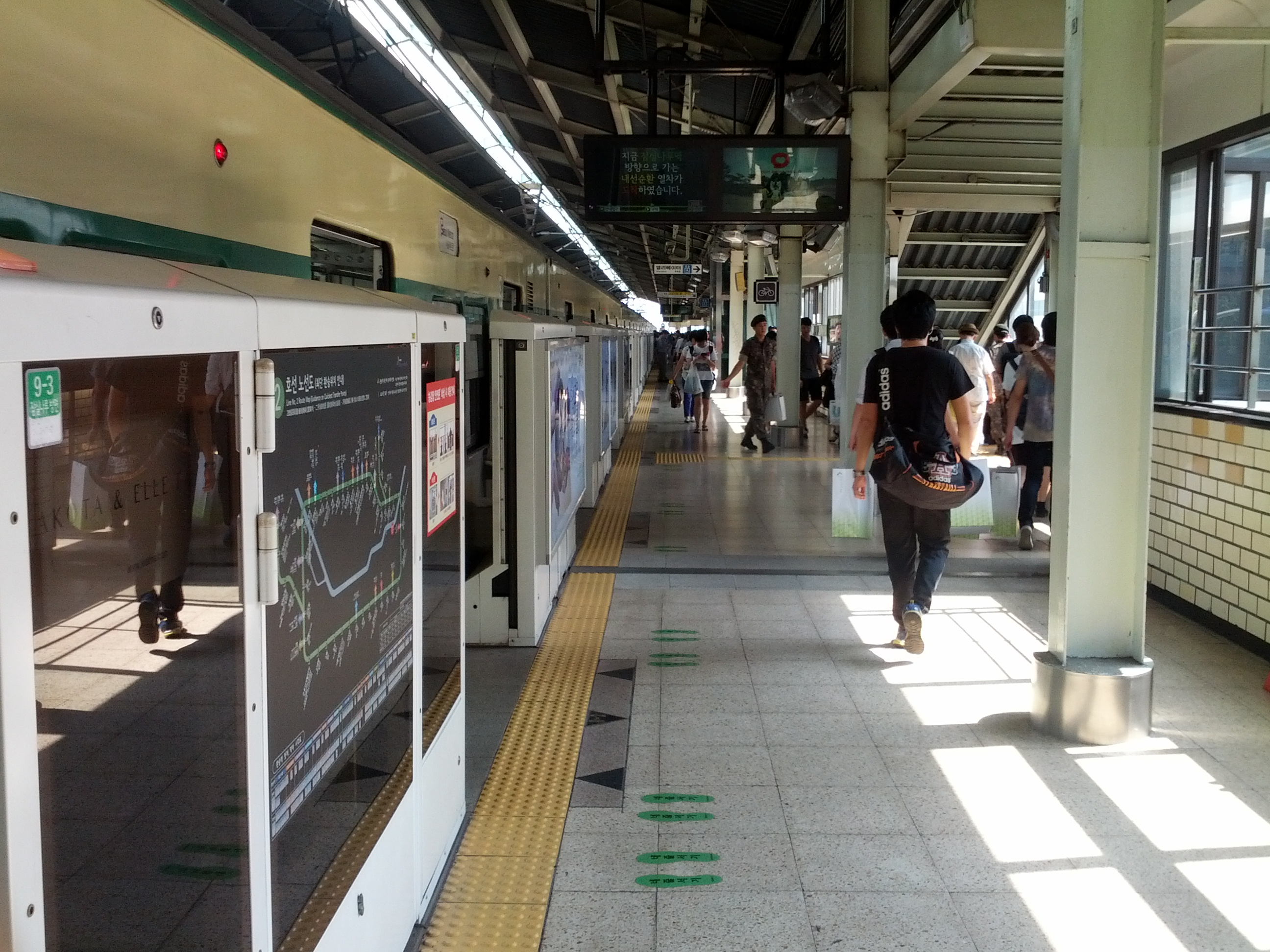
En 2013.
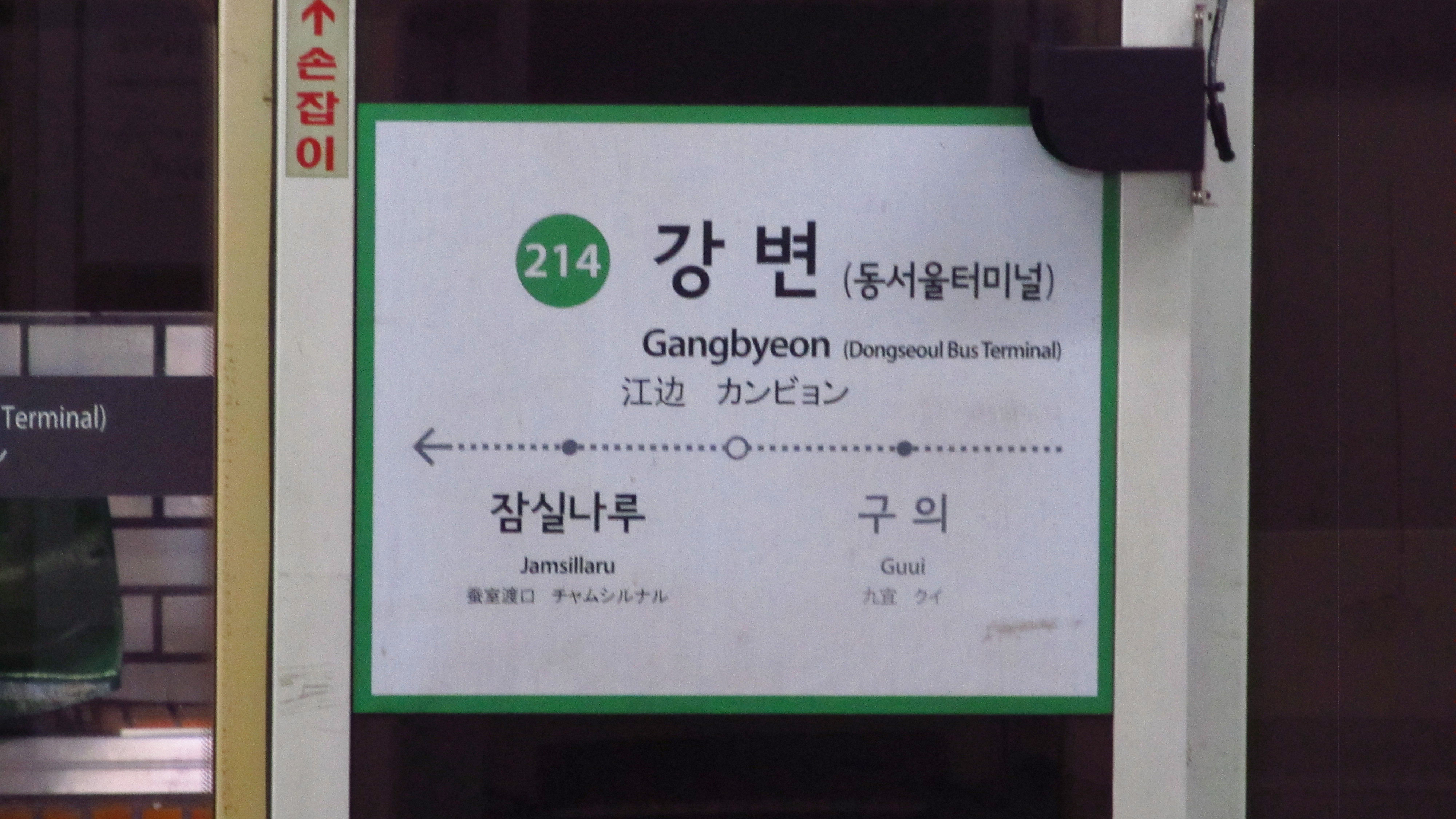
En 2018.
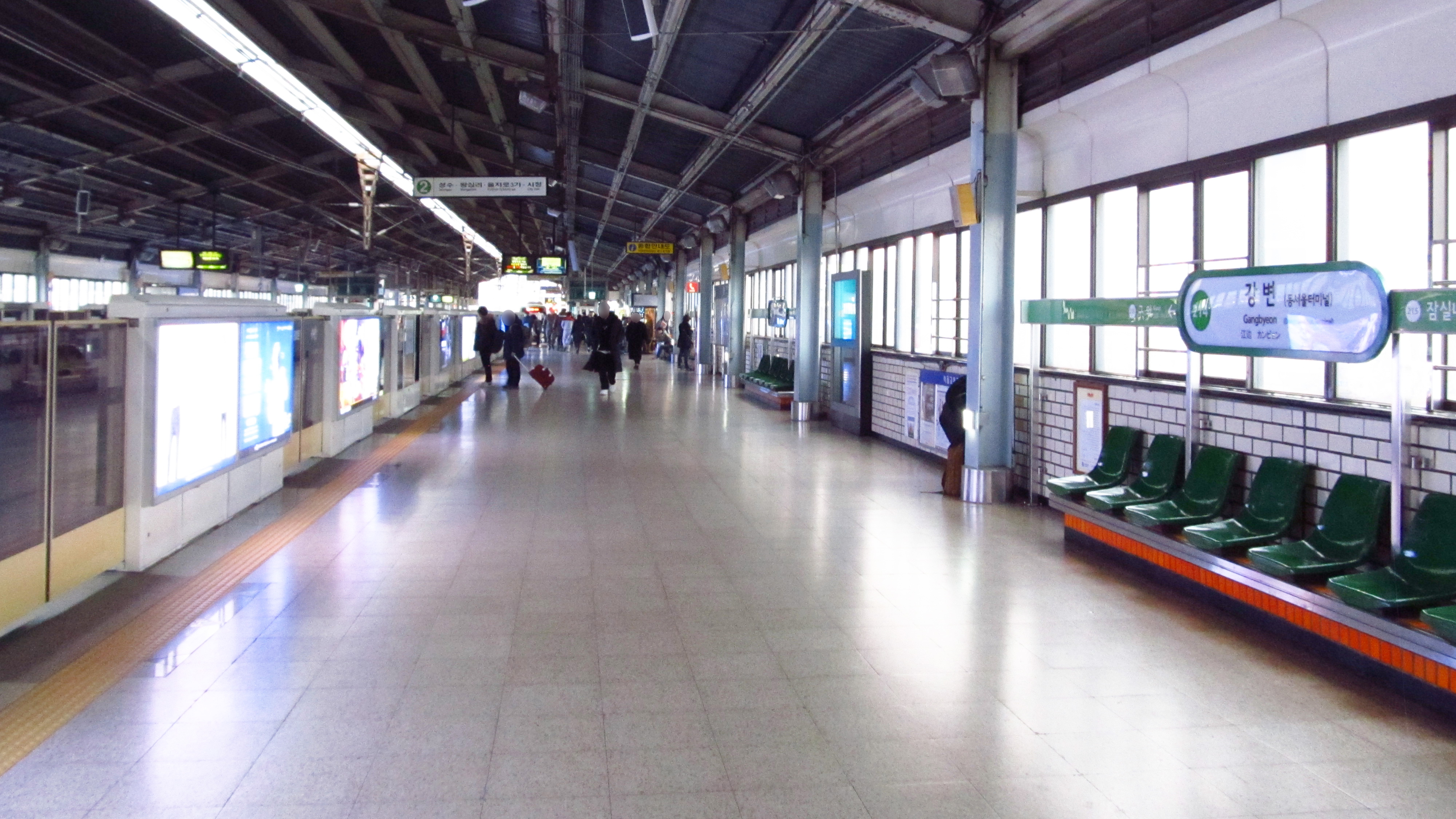
En 2018.

### Intermodalité
À proximité on trouve une gare routière< et des arrêts de bus urbains.

## À proximité
Elle est proche du fleuve Han.